# 巨睾狸殖吸虫
巨睾狸殖吸虫（学名：Pagumogonimus macrorchis）为住胞科狸殖属的动物，俗名巨睾并殖吸虫。
分布于泰国、斯里兰卡以及中国大陆的海南、福建等地，营寄生生活，终末宿主鼠类。该物种的模式产地在海南岛及其它地区。